# わが祖国 (シベリウス)
『わが祖国』（Oma maa）作品92は、ジャン・シベリウスが作曲したカンタータ。彼はカッリオ（フィンランド語版）の詞から自ら選択したフィンランド語のテクストに曲を付け、国立合唱団の創立10周年を記念する混声合唱と管弦楽のための作品とした。楽曲は1918年3月18日に完成している。初演はアルマス・マーサロの指揮で行われた。
本作が作曲されたのはフィンランド国内のソビエト組織から支援を受けていた赤衛軍が影響力を失いつつある頃であった。シベリウスはフィンランド国立合唱団の音楽監督から、同団の結成10周年の祝賀演奏会のためになにがしかの力添えをしてほしいと頼まれていたのである。